# 塘川
塘川（日语：／）或里科尔德河（俄语：Река Рикорда）是国后岛的河，源起泊山，长13公里，流域面积229平方公里，注入泊湾。

## 引用
1. ↑  维亚切斯拉夫·Ю·瓦尔加洛夫 尤里·Н·孙都科夫 三宅干雄 福田知子 高桥英树.  (PDF) (学位论文).   [2024-02-13]. （原始内容存档 (PDF)于2024-02-13）.
2. ↑  М·Г·瓦西科夫斯基. . 列宁格勒: 气象出版社. 1973 （俄语）.
3. ↑  . Verumwiki.   [2024-02-13]. （原始内容存档于2024-01-19） （俄语）.